# Fujiwara no Muchimaro
Fujiwara no Muchimaro (藤原武智麻呂?   680 - 29 de agosto de 737) fue un noble japonés (kuge) y político que vivió a finales de la era Asuka y comienzos de la era Nara. Fue el hijo mayor de Fujiwara no Fuhito y junto con sus hermanos Fusasaki, Umakai y Maro, fundaron las cuatro ramas del clan Fujiwara. Muchimaro fue el fundador de la rama Nanke (Sur).

## Biografía
En 718 fue nombrado Shikibu-shō. Tras la muerte de su padre, fue promovido a chūnagon en 721 y se convirtió en líder del clan. No obstante, la ausencia de Fuhito fue aprovechado por el Príncipe Nagaya (nieto del Emperador Tenmu) quien se convirtió en el miembro más poderoso de la corte imperial. El príncipe no era hijo de un miembro del clan Fujiwara, y era visto como una amenaza para Muchimaro y sus hermanos, por lo que ellos acusaron falsamente al príncipe Nagaya, y éste fue condenado a muerte, suicidándose en 729.
Sin el príncipe Nagaya, Muchimaro ascendió a dainagon en ese mismo año y luego como udaijin en 734. En el día de su fallecimiento había contraído la viruela y en su lecho de muerte recibió el rango de shōichii (el más alto dentro de la jerarquía de la corte) y fue nombrado sadaijin, muriendo al día siguiente. En 760, de manera póstuma recibió el título de daijo daijin.
Su tumba se ubica actualmente en el templo Eisan-ji (Gojō), construido por él en 719.
Tuvo cuatro hijos: Fujiwara no Toyonari, Fujiwara no Nakamaro, Fujiwara no Otomaro y Fujiwara no Kosemaro. Una de sus hijas fue esposa del Emperador Shomu.